# Тур Милен Фармер 2009 года
2 мая 2009 года началось концертное турне французской певицы Милен Фармер в поддержку её седьмого студийного альбома Point de Suture. Это пятое по счету турне, в рамках которого были проведены концерты во Франции, Бельгии, Швейцарии и России. В рамках этого турне также впервые певица выступила на стадионе Стад де Франс в Париже, а также в отличие от её предыдущей серии концертов Avant que l’ombre… à Bercy в 2006 году, была возможна транспортировка сцены для выступлений, что дало возможность для проведения концертов в разных городах.

## История
С самого выхода седьмого студийного альбома Милен Фармер, в прессе появлялись сообщения о том, что в 2009 году планируется концертный тур певицы в поддержку альбома.
Сама Фармер так прокомментировала сообщения о готовящемся турне: «Я возвращаюсь на сцену, потому что мне скучно. Мне нужно обновить свою жизнь. (…) Я снова хочу ошеломлять.» Она объявила, что турне пройдет по всей Франции, а также что шоу будет грандиозным.
Первым был объявлен концерт на стадионе Стад де Франс в Париже, назначенный на 12 сентября 2009 года (день, который совпадает с днем рождения певицы), затем ещё один концерт 4 сентября на стадионе в Женеве. Билеты на оба концерта были выпущены в продажу 28 марта 2008 года. Второй концерт на Стад де Франс 11 сентября был объявлен позже, 29 марта, и билеты на него были выпущены в продажу 1 апреля 2008 года. В апреле был добавлен концерт в Брюсселе, назначенный на 19 сентября. Затем появлялась информация и об остальных концертах в таких городах как Бордо, однако официально не подтвержденных. Фармер подтвердила, что турне сделает остановку в России летом 2009 года, также ходили слухи о планируемых концертах в Латвии и на Украине. 15 мая были официально объявлены четыре концерта: два в Нанте и два в Руане в мае 2009 года. На следующий день, звукозаписывающая компания Polydor подтвердила их и добавила одиннадцать концертов в различных городах (Ницца, Клермон-Ферран, Марсель, Тулуза, Нант, Руан, Страсбург, Дижон, Лион). 23 мая были добавлены ещё три даты: 6 мая (Клермон-Ферран), 26 мая (Нант) и 9 июня (Дижон). 30 ноября информация о четырёх концертах в России появилась в российских СМИ. 26 января 2009 был объявлен один концерт в Амневилле.
В феврале 2009 года компания TS3, продюсирующая турне Милен Фармер, отменила концерты в Восточной Европе без объяснений.
Различные СМИ утверждали, что сцена будет сделана полностью из стекла и установлена на высоте более трех метров над землей. Однако эти подробности оформления сцены были опровергнуты креативным директором турне Тьери Сюком. Он также рассказал, что будут некоторые различия между выступлениями на стадионах и на менее масштабных крытых площадках. Жан-Поль Готье был подтвержден в качестве дизайнера костюмов для турне. Также было объявлено, что все шоу будет снято «с применением очень сложной техники трехмерного кино».
За несколько дней до начала турне были проведены последние репетиции концерта в Ницце.

## Полемика
Постер тура, впервые показанный в Интернете и затем использованный для афиш в Париже, вызвал неоднозначную реакцию. На этом постере Фармер лежит на земле с безумными глазами, будто её только что выбросили из окна. В результате некоторые СМИ раскритиковали этот постер как побуждающий к суициду. Другие СМИ утверждали, что он имеет отношение к убийству или изнасилованию, а возможно, и прощанию певицы со своими поклонниками. Другие рассматривали его как удачный коммерческий ход, привлекающий внимание публики. Постер был предметом дискуссии между фанатами Милен Фармер и критиками в Интернете.

## Коммерческий успех
Во время продажи билетов на первый из объявленных концертов на стадионе Стад де Франс на таких сайтах как Fnac, наблюдался невиданный ажиотаж. Число запросов к сайтам достигало 25 тысяч в минуту. Некоторые пользователи Интернета выражали недовольство в связи с этой проблемой. То же самое произошло 1 апреля во время продажи билетов на второй концерт на Стад де Франс. Как сообщил директор компании Live Music Майкл Дриберг, концерт в Женеве стал наиболее быстро распроданным за всю историю в Швейцарии.
Билеты на концерт 12 сентября (80 тысяч мест) были полностью распроданы в течение двух часов. На тот момент, это был рекорд. Около 17 тысяч билетов были проданы за два часа на первый концерт в Женеве, что также стало рекордом, а полностью билеты на эту дату (40 тыс. мест) были распроданы в течение недели. Билеты на второй концерт на Стад де Франс были также полностью распроданы за очень короткое время (один час с четвертью), что снова стало рекордом. Для того чтобы купить билет на концерт в Брюсселе, множество людей спали на улице перед билетными кассами. Таким образом, 40 тысяч билетов также были распроданы очень быстро. Во время продажи билетов на концерт в Палас Никайя в Ницце, сайт Fnac, на котором продавались билеты, был атакован фанатами перед самым началом продаж билетов 23 июня, и две трети билетов на это шоу были проданы в течение дня. В тот же день первые два концерта в Нанте были объявлены полностью распроданными. 26 мая, концерты в Марселе были также почти распроданы, и согласно французской газете La Provence, за них было выручено около 9,5 миллионов евро. 27 мая компания Universal Music опубликовала пресс-релиз об исключительных продажах билетов на концерты: 100 тысяч мест были проданы в один день 23 мая 2008 года, что составило рекорд.
Множество билетов были проданы по невероятно завышенным ценам перекупщиками. В результате многие недовольные фанаты подписали петицию в Интернете, осуждающую подобные злоупотребления.

## Оформление сцены
Наиболее заметными на оборудованной для выступления сцене являются два огромных скелета, сделанных в духе скульптур времен XV века, лестница в центре, а также множество обнаженных манекенов (которые выглядят как куклы, подобно обложке альбома), расположенных на полках как в библиотеке. Оранжевый является одним из доминантных цветов. Для транспортировки сцены и персонала были использованы: шесть автобусов для 120 человек, двадцать грузовиков весом в 38 тонн, 380 прожекторов для освещения сцены. Для каждого выступления используется 300 киловатт электричества и гигантский экран.

## Критические отзывы

### Критика во французских изданиях
Критика во Франции отзывалась о шоу положительно. Nice Matin оценило шоу как «грандиозное и аккуратное одновременно, но также полное эмоций и удовольствия». La Montagne и Le Parisien писали: «Впечатляющий дизайн, изобилие света, экраны, гитары, танцоры (…). Целый спектакль!», «какое потрясающее шоу!». Согласно La Provence, многие фанаты были очень довольны концертом и называли его «грандиозным».

### Отзывы о концертах в российских СМИ
Российская пресса также в целом благосклонно отзывалась о прошедших в рамках тура концертах в Санкт-Петербурге и Москве. Многие издания отмечали, что «шоу было выдержано в кладбищенском духе», а финал концерта даже сравнили со сходом в преисподнюю. Газета. Ру писала о концерте: «шоу поражает размахом и красочностью, а спецэффекты достойны голливудского блокбастера». Деловое издание Коммерсантъ наряду с характеристикой шоу как «хорошего», тем не менее отмечало, что организация концерта в Москве оставляла желать лучшего.

## Список композиций концерта
| Во Франции Анатомическая часть 1. «Paradis inanimé» 2. «L'Âme-Stram-Gram» 3. «Je m’ennuie» Красно-блестящая часть 1. «Appelle mon numéro» 2. «XXL» 3. «À quoi je sers…» 4. «Pourvu qu’elles soient douces» Часть баллад 1. «Point de Suture» 2. «Nous souviendrons-nous» 3. «Rêver» 4. «Ainsi soit je…» Часть «чёрное-белое» 1. «Libertine» 2. «Sans contrefaçon» 3. «Je te rends ton amour» Лазерная часть 1. «Dégénération» 2. «Désenchantée» 3. «C'est dans l'air» Финал 1. «Si j'avais au moins...» | В России Анатомическая часть 1. «Paradis inanimé» 2. «L'Âme-Stram-Gram» 3. «Je m’ennuie» Красно-блестящая часть 1. «Appelle mon numéro» 2. «XXL» 3. «L’Amour n’est rien…» 4. «Pourvu qu’elles soient douces» Часть баллад 1. «Point de Suture» 2. «Rêver» 3. «Ainsi soit je…» Часть «чёрное-белое» 1. «Libertine» 2. «Sans contrefaçon» 3. «Je t’aime mélancolie» (исполнена только в Санкт-Петербурге) 4. «Fuck Them All» Лазерная часть 1. «Dégénération» 2. «Désenchantée» 3. «C'est dans l'air» Финал 1. «Si j'avais au moins...» | На стадионах Анатомическая часть 1. «Paradis Inanimé» 2. «L'Âme-Stram-Gram» 3. «Je m’ennuie» Красно-блестящая часть 1. «Appelle mon numéro» 2. «XXL» 3. «California» 4. «Pourvu qu’elles soient douces» Часть баллад 1. «Point de suture» 2. «Nous souviendrons nous» 3. «Rêver» 4. «Laisse le vent emporter tout» 5. «Ainsi soit je…» Часть «чёрное-белое» 1. «Libertine» 2. «Sans contrefaçon» 3. «L’instant X» 4. «Fuck them all» Лазерная часть 1. «Dégénération» 2. «C'est dans l'air» Финал 1. «Désenchantée» |

Подчёркнуты номера, отличающиеся от первоначального трек-листа (добавленные или замененные).
Подчёркнуты и выделены жирным шрифтом номера, исполненные Милен только на концертах, проходящих на стадионах.

## Даты тура
| Дата             | Город           | Страна    | Место                  | Начало продажи билетов | Вместимость | Комментарии            | Ссылки                                            |
| ---------------- | --------------- | --------- | ---------------------- | ---------------------- | ----------- | ---------------------- | ------------------------------------------------- |
| 2 мая 2009       | Ницца           | Франция   | Дворец Никая           | 23 мая 2008            | 9 000       | Распродан              | [ 68 ] [ 69 ] [ 70 ]                              |
| 3 мая 2009       | Ницца           | Франция   | Дворец Никая           | 11 июня 2008           | 9 000       | Распродан              | [ 71 ]                                            |
| 5 мая 2009       | Клермон-Ферран  | Франция   | Зенит                  | 23 мая 2008            | 8 500       | Распродан              | [ 68 ] [ 73 ]                                     |
| 6 мая 2009       | Клермон-Ферран  | Франция   | Зенит                  | 23 мая 2008            | 8 500       | Распродан              |                                                   |
| 9 мая 2009       | Марсель         | Франция   | Дом де Марсель         | 23 мая 2008            | 8 500       | Распродан              | [ 74 ] [ 75 ]                                     |
| 10 мая 2009      | Марсель         | Франция   | Дом де Марсель         | 23 мая 2008            | 8 500       | Распродан              | [ 74 ] [ 75 ]                                     |
| 12 мая 2009      | Марсель         | Франция   | Дом де Марсель         | 6 мая 2008             | 8 500       | Распродан              |                                                   |
| 15 мая 2009      | Тулуза          | Франция   | Зенит                  | 23 мая 2008            | 9 000       | Распродан              | [ 68 ] [ 76 ]                                     |
| 16 мая 2009      | Тулуза          | Франция   | Зенит                  | 23 мая 2008            | 9 000       | Распродан              | [ 68 ] [ 76 ]                                     |
| 18 мая 2009      | Тулуза          | Франция   | Зенит                  | 23 мая 2008            | 9 000       | Распродан              | [ 68 ] [ 76 ]                                     |
| 19 мая 2009      | Тулуза          | Франция   | Зенит                  | 15 сентября 2008       | 9 000       | Распродан              | [ 77 ]                                            |
| 23 мая 2009      | Нант            | Франция   | Зенит                  | 23 мая 2008            | 8 500       | Распродан              | [ 68 ] [ 73 ]                                     |
| 24 мая 2009      | Нант            | Франция   | Зенит                  | 23 мая 2008            | 8 500       | Распродан              | [ 68 ] [ 73 ]                                     |
| 26 мая 2009      | Нант            | Франция   | Зенит                  | 23 мая 2008            | 8 500       | Распродан              | [ 49 ]                                            |
| 27 мая 2009      | Нант            | Франция   | Зенит                  | 23 сентября 2008       | 8 500       | Распродан              |                                                   |
| 30 мая 2009      | Руан            | Франция   | Зенит                  | 23 мая 2008            | 8 000       | Распродан              | [ 68 ] [ 78 ]                                     |
| 31 мая 2009      | Руан            | Франция   | Зенит                  | 23 мая 2008            | 8 000       | Распродан              | [ 68 ] [ 78 ]                                     |
| 2 июня 2009      | Руан            | Франция   | Зенит                  | 27 мая 2008            | 8 000       | Распродан              | [ 79 ]                                            |
| 5 июня 2009      | Страсбург       | Франция   | Зенит                  | 23 мая 2008            | 10 000      | Распродан              | [ 68 ] [ 73 ]                                     |
| 6 июня 2009      | Страсбург       | Франция   | Зенит                  | 10 июня 2008           | 10 000      | Распродан              | [ 80 ]                                            |
| 8 июня 2009      | Дижон           | Франция   | Зенит                  | 23 мая 2008            | 7 800       | Распродан              | [ 68 ] [ 81 ]                                     |
| 9 июня 2009      | Дижон           | Франция   | Зенит                  | 23 мая 2008            | 7 800       | Распродан              | [ 82 ]                                            |
| 12 июня 2009     | Лион            | Франция   | Галле Тони Гарньер     | 23 мая 2008            | 12 000      | Распродан              | [ 68 ] [ 73 ]                                     |
| 13 июня 2009     | Лион            | Франция   | Галле Тони Гарньер     | 23 мая 2008            | 12 000      | Распродан              | [ 68 ] [ 73 ]                                     |
| 15 июня 2009     | Лион            | Франция   | Галле Тони Гарньер     | 23 сентября 2008       | 12 000      | Распродан              | [ 68 ] [ 73 ]                                     |
| 17 июня 2009     | Амневилль       | Франция   | Галакси                | 30 января 2009         | 10 000      | Распродан              | [ 83 ]                                            |
| 19 июня 2009     | Дуэ             | Франция   | Гайант Экспо           | 27 июня 2008           | 11 500      | Распродан              | [ 84 ] [ 85 ]                                     |
| 20 июня 2009     | Дуэ             | Франция   | Гайант Экспо           | 27 июня 2008           | 11 500      | Распродан              | [ 84 ] [ 85 ]                                     |
| 22 июня 2009     | Дуэ             | Франция   | Гайант Экспо           | 24 сентября 2008       | 11 500      | Распродан              |                                                   |
| 28 июня 2009     | Санкт-Петербург | Россия    | СКК «Петербургский»    | 16 февраля 2009        | 15 000      | Распродан              | [ 86 ]                                            |
| 1 июля 2009      | Москва          | Россия    | СК Олимпийский         | 16 февраля 2009        | 20 000      | Распродан              | [ 86 ]                                            |
| 4 сентября 2009  | Женева          | Швейцария | Стад де Женев          | 28 марта 2008          | 40 000      | Распродан              | [ 87 ]                                            |
| 5 сентября 2009  | Женева          | Швейцария | Стад де Женев          | 7 апреля 2008          | 40 000      | Распродан              | [ 88 ] [ 89 ] [ 90 ]                              |
| 11 сентября 2009 | Париж           | Франция   | Стад де Франс          | 1 апреля 2008          | 80 000      | Распродан (за 2 часа)  | [ 91 ] [ 92 ] [ 93 ]                              |
| 12 сентября 2009 | Париж           | Франция   | Стад де Франс          | 28 марта 2008          | 80 000      | Распродан (за 1¼ часа) | [ 94 ] [ 95 ] [ 96 ] [ 97 ] [ 98 ] [ 99 ] [ 100 ] |
| 19 сентября 2009 | Брюссель        | Бельгия   | Стадион короля Бодуэна | 26 апреля 2008         | 40 000      | Распродан              | [ 101 ] [ 102 ]                                   |